# کوگا، فوکوئوکا
کوگا در استان فوکوئوکا در کشور ژاپن واقع شده‌است  که دارای جمعیت ۵۷٬۰۸۴ نفر و مساحت ۴۲٫۱۱ کیلومتر مربع با تراکم جمعیت ۱٬۳۵۶  نفر در کیلومترمربع است و در تاریخ ۱ اکتبر ۱۹۹۷ به عنوان شهر شناخته شد.